# Heck-Matsuda-reactie
De Heck-Matsuda-reactie is een palladium-gekatalyseerde koppelingsreactie tussen een aryldiazoniumzout (als alternatief voor arylhalogeniden of aryltriflaten) en een alkeen:
Het gebruik van een aromatische diazoniumverbinding levert in zekere zin een voordeel op ten opzichte van analoge arylhalogeniden, omdat geen fosfines als liganden nodig zijn. Derhalve hoeft de reactie niet in anaerobe omstandigheden te verlopen, hetgeen vooral voordelen oplevert voor de praktische uitvoering van de synthese. Daarenboven kan de Heck-Matsuda-reactie uitgevoerd worden in de aan- of afwezigheid van een base.
Als variant wordt de intramoleculaire Heck-Matsuda-reactie aangewend ter synthese van heterocyclische verbindingen: